# Neobisium goldameirae
Neobisium goldameirae är en spindeldjursart som beskrevs av Bozidar P.M. Curcic och Dimitrijevic 2004. Neobisium goldameirae ingår i släktet Neobisium och familjen helplåtklokrypare. Inga underarter finns listade i Catalogue of Life.